# NGC 150
NGC 150 je galaksija u zviježđu Kipar.

## Vanjske poveznice
- SEDS: NGC 0150